# أنتوني هاميلتون
أنتوني هاميلتون (بالإنجليزية: Anthony Hamilton)‏ (26 أغسطس 1985 بريدلاندس في الولايات المتحدة - ) هو لاعب كرة قدم أمريكي في مركز الهجوم. لعب مع نادي شيفاز يو إس أي وRochester Rhinos ‏ وVentura County Fusion ‏ وOrange County Blue Star ‏ وMinnesota United FC (2010–2016) ‏.

## وصلات خارجية
- أنتوني هاميلتون على موقع قاعدة بيانات كرة القدم.إي يو (الإنجليزية)